# Жездібай
Жездіба́й (каз. Жездібай) — село у складі Мартуцького району Актюбінської області Казахстану. Входить до складу Хазретовського сільського округу.
До 2011 року село називалось Березовка.
Населення — 33 особи (2021; 73 у 2009, 151 у 1999, 234 у 1989).